# Rod Lawler
Rod Lawler, angleški igralec snookerja, * 12. julij 1971, Liverpool, Anglija.

## Kariera
Lawlerjev najboljši dosežek na jakostnih turnirjih doslej je uvrstitev v finale turnirja International Open 1996, na katerem je izločil Stephena Hendryja (5-3, drugi krog), Billyja Snaddona (5-3, tretji krog), Dava Finbowa (5-1, četrtfinale) in Nicka Pearca (6-5, polfinale), premoč je moral priznati le Johnu Higginsu, ki ga je premagal z izidom 9-3. 
Najbolje doslej se je na Svetovnih prvenstvih odrezal prav tako leta 1996, ko je v zadnjem krogu kvalifikacij preskočil Dennisa Taylorja z 10-5 in nato slavil v prvem krogu glavnega dela prvenstva proti Johnu Parrottu z 10-6.  Njegovo pot na prvenstvu je v drugem krogu zapečatil Dave Harold, izid je bil 6-13.

## Osvojeni turnirji

### Nejakostni turnirji
- Finnish Open - 1996
- China Masters - 1996